# 下乔萨斯
下乔萨斯，是西班牙卡斯蒂利亚-莱昂莱昂省的一个市镇。 总面积100平方公里，2001年普查人口總數為2189人，人口密度為每平方公里22人。